# 파올로 콘티
파올로 콘티(이탈리아어: Paolo Conti ˈpaːolo ˈkonti[*], 1950년 4월 1일, 에밀리아-로마냐 주 리초네 ~)는 이탈리아의 전 축구 선수로, 현역 시절 골키퍼로 활약했다.

## 클럽 경력
현역 시절, 콘티는 9년 동안 세리에 A 무대에서 활약(193번의 경기 출전)했는데, 로마(1973–1978), 삼프도리아(1981–1983), 그리고 피오렌티나(1984–1988)에서 활약하며, 1980년에 로마 소속으로 코파 이탈리아를 우승했다.

## 국가대표팀 경력
국가대항전에서, 콘티는 이탈리아 국가대표팀에서 활약했고, 1978년 월드컵에 이탈리아 선수단 일원으로 참가해 4위의 성적을 거두었는데, 엔초 베아르초트 감독이 지도하던 시기에 디노 초프의 후보로 대기했다. 그는 이탈리아 국가대표팀에서 1977년부터 1979년까지 7번의 국가대표팀 경기에 출전했다.

## 경기 방식
당대 이탈리아 골키퍼들 중 가장 위대하고 노련한 선수로 손꼽히는 콘티는 평정심, 선방 능력, 꾸준함 외에도 쇄도하여 공배급을 차단하는 능력으로도 알려져 있다.

## 수상

### 클럽
로마
- 코파 이탈리아: 1979–80

바리
- 세리에 C1: 1983–84